# 尾花澤線
尾花澤線（日语：／）是一條曾經連接山形縣北村山郡大石田町大石田站至尾花澤市尾花澤站之間的山形交通鐵路線。當地會以「花列車」稱呼此路線。

## 路線數據
- 路線距離：大石田站至尾花澤站之間2.6公里
- 軌距：1067毫米
- 車站數目：2
- 電氣化區間：沒有
- 雙線區間：沒有

## 營運概要
截至1970年8月
- 班次數目：每日15個往返班次（從早上5時時段至晚上8時時段之間，毎小時1-2班）
- 所需時間：8分鐘

## 歷史
成立尾花澤鐵道的目的，是為了運送來自德良湖的湖水，以用作灌溉農作物（稻米）。後來該鐵路開始運送褐煤。
- 1924年（大正13年）11月18日 - 批出鐵路許可予尾花澤鐵道（北村山郡大石田町至同郡尾花澤町之間）[2]
- 1925年（大正14年）8月25日 - 尾花澤鐵道株式會社成立[3]
- 1926年（大正15年）8月16日 - 大石田站至尾花澤站之間開通[4]
- 1943年（昭和18年）10月1日 - 與三山電氣鐵道和高畠鐵道合併為山形交通。
- 1969年（昭和44年）12月17日 - 鐵路線暫停服務，並開啟安排代行巴士服務（直至翌年3月31日）。
- 1970年（昭和45年）
  - 9月10日 - 路線被廢除。當初預定在9月1日廢除，但是由於還需處理與國鐵之間的聯絡業務，因此延遲了廢除日期[5]。
  - 9月14日 - 舉行結業儀式。當日開設了紀念列車。

## 運輸業績
| 年度 | 客運量（人） | 貨運量（公噸） | 營業收入（日圓） | 營業支出（日圓） | 營業利潤（日圓） | 其他收入（日圓） | 其他支出（日圓）               | 支付利息（日圓） | 政府補貼（日圓） |
| ---- | ------------ | -------------- | ---------------- | ---------------- | ---------------- | ---------------- | ------------------------------ | ---------------- | ---------------- |
| 1927 | 151,949      | 14,340         | 27,511           | 24,589           | 2,922            |                  |                                | 22               |                  |
| 1928 | 155,004      | 13,802         | 26,585           | 26,033           | 552              |                  | 雜項損壞116                    |                  |                  |
| 1929 | 153,481      | 13,641         | 26,001           | 26,774           | ▲ 773            |                  | 雜項損壞580                    | 40               | 10,190           |
| 1930 | 147,075      | 11,638         | 23,080           | 21,740           | 1,340            | 汽車業251        | 雜項損壞與折舊4,703            | 190              | 10,259           |
| 1931 | 127,206      | 10,357         | 20,808           | 21,686           | ▲ 878            |                  | 汽車業6,193雜項損壞2,532       | 477              | 10,304           |
| 1932 | 117,464      | 12,095         | 20,706           | 18,545           | 2,161            |                  | 汽車業7,212雜項損壞1,997       | 74               | 8,584            |
| 1933 | 136,982      | 13,754         | 24,214           | 19,827           | 4,387            |                  | 汽車業7,546                    |                  | 10,371           |
| 1934 | 138,334      | 15,731         | 25,300           | 23,584           | 1,716            |                  | 折舊87汽車業4,149              |                  | 10,415           |
| 1935 | 139,878      | 12,180         | 22,629           | 22,688           | ▲ 59             |                  | 汽車業698雜項損壞與折舊4,523   |                  | 10,361           |
| 1936 | 162,721      | 15,290         | 26,686           | 22,264           | 4,422            |                  | 汽車業1,986雜項損壞與折舊6,484 |                  | 6,942            |
| 1937 | 101,471      | 8,479          | 16,076           | 10,898           | 5,178            |                  | 雜項損壞2汽車業2,406           |                  |                  |
| 1939 | 218,244      | 19,026         |                  |                  |                  |                  |                                |                  |                  |
| 1941 | 279,202      | 23,431         |                  |                  |                  |                  |                                |                  |                  |
| 1943 | 502,490      | 30,628         |                  |                  |                  |                  |                                |                  |                  |
| 1945 | 530,399      | 24,589         |                  |                  |                  |                  |                                |                  |                  |
| 1952 | 688,519      | 20,567         |                  |                  |                  |                  |                                |                  |                  |
| 1958 | 756,000      | 19,256         |                  |                  |                  |                  |                                |                  |                  |
| 1963 | 705,000      | 23,787         |                  |                  |                  |                  |                                |                  |                  |
| 1966 | 720,000      | 16,690         |                  |                  |                  |                  |                                |                  |                  |
| 1970 | 297,000      | 9,989          |                  |                  |                  |                  |                                |                  |                  |

- 資料參考自各年度版《鐵道統計資料》、《鐵道統計》、《國有鐵道陸運統計》、《地方鐵道軌道統計年報》、《私鐵統計年報》。

## 車輛
打「*」的車輛是指在廢線時還在服役。貨車資料截至1962年（川上 1962）。直至廢線為止，沒有柴油列車或汽油列車行走此線。

### 蒸氣機車
1（第一代）, 2
在開業時從鐵道省轉讓，機車軸式為0-6-0(C)的煤水櫃機車。舊·鐵道省1045形原本在1913年（大正2年）由美國Porter製造，當初該兩架機車是在長州鐵道上服役（車輛編號：1, 2）。1在1938年（昭和13年）退役，2在1951年（昭和26年）6月退役。
1（第二代）
在1938年1月從信濃鐵道引入一架機車軸式為0-6-0(C)的煤水櫃機車（在信濃鐵道的時代，車輛編號為8）。該機車在1920年（大正9年）由日本車輛製造製造，製造編號為20。與白棚鐵道3和飯山鐵道1至3屬同一型號（日本國鐵1225形蒸氣機車）。在1959年（昭和34年）11月退役。
237
在1946年（昭和21年）6月至1947年（昭和22年）11月之間，從八幡製鐵所借入的機車。原本該機車是在1896年，由英國Dübs製造的鐵道省1210。
1020
在1949年（昭和24年）4月從國有鐵道轉讓。該機車原本在1908年（明治41年）由德國Hanomag製造，機車軸式為4-4-0的煤水櫃機車，後來經改裝為，變成機車軸式為4-4-2的煤水櫃機車。在1955年（昭和30年）2月退役。

### 柴油機車
DB151*・DB152*
由協三工業製造的15公噸級B形柴油機車。DB151在1952年7月，DB152在同年9月製造。DB152曾經在東北電力只見川發電廠上使用，後來在1954年11月才於此線上行走。機車全長約6米，比被牽引的車輛還要短。引擎搭載東日本重工業製造的DF2L (140PS) ，動力傳輸方式為桿式。
在廢線後，DB151轉往日通山形分店（在漆山站內調度）上使用，後來再被轉往西武鐵道所澤車輛工場以用作調度之用。DB152轉往富士運輸倉庫上使用，後來再被尾花澤市保存。在1999年由於老化而被拆毀。現時在大石田站內保存了該機車車輪、車牌和社紋。

### 客車
HaFu1 - 4（第一代）
在1926年8月從佐久鐵道購入兩軸客車。舊編號為Ha4 - 7。在1917年（大正6年）由名古屋電車製作所製造。HaFu1、HaFu2的退役日期不詳，大約在1953年。HaFu3、HaFu4在1958年（昭和33年）7月退役。另外，HaFu1和HaFu2在1967年轉讓給西武鐵道後，一直被保存。HaFu1後來與電力機車E12和蒸氣機車5號機一同在舊・保谷車輛管理所保存，隨後被拆毀。HaFu2也是在舊・保谷車輛管理所保存，後來也被拆毀。另外，在大井川鐵道被轉讓後，於大代川側線也有一輛被遺棄的車輛，有可能是HaFu2（由於高畠線也有相同車輛編號的車輛，因此也有可能是來自該線的客車）。在保谷內保存的客車也有可能是HaFu3或HaFu4。在1996年，大代川側線上的HaFu2的車輛情況已經處於無法修復的狀態。目前不清楚該車輛是否還存在。
HaFu1（第二代）
在1934年由加藤車輛製造的汽油動力車輛。該車輛從有田鐵道轉讓，在有田鐵道時代的編號為KiHaNi201。在1953年引入時，車輛編號為HaFu5，當第一代HaFu1退役後，便改編號為HaFu1（第二代）。在1966年（昭和41年），當第二代HaFu4引入時被退役。
HaFu2（第二代）*
在1936年由日本車輛製造東京支店製造的柴油動力車輛。原本該車輛為前神中鐵道的KiHa32，後來該車輛轉往東武鐵道，成為KiHa12，再轉往有田鐵道，成為KiHa32後。於1952年轉讓至山形交通。在東武時代，該車輛被改裝為客車。在引入時，車輛編號為HaFu6，當第一代HaFu2退役後，便改編號為HaFu2（第二代）。該車輛截至廢線時還在服役。
HaFu3（第二代）*
該車輛原本在1956年12月由西武所澤車輛工場製造的西武KuHa1111形1114。在1958年12月轉讓至山形交通。與高畠線的MoHa3屬同型車輛。在引入此車輛後，取代了第一代HaFu3、HaFu4。在廢線後轉往高畠線繼續服役，但是實際上，該車輛沒有真正在該線上行走。
HaFu4（第二代）*
前近江鐵道的KuHa24 → HaYu24。在名義上由西武所澤車輛工場製造。在1966年（昭和41年）6月轉讓至山形交通。與高畠線KuHa1屬同型車輛。在引入此車輛後，取代了第二代HaFu1。在廢線後轉往三山線繼續服役，但是實際上，該車輛沒有真正在該線上行走。

### 貨車
WaFu1*
可負載9公噸的有蓋守車，前鐵道省Wa7334
Wa14
可負載10公噸的有蓋車輛，前鐵道省Wa4890
To12
可負載10公噸的的無蓋車輛，在1926年（大正15年）由日本車輛製造

## 車站列表
大石田站 –  尾花澤站
- 尾花澤站是在現時山交巴士（日语：山交バス (山形県)）尾花澤候車處（日语：山交バス尾花沢待合所）

## 接續路線
- 大石田站：奧羽本線

## 注腳
1. 1 2 3 4 5 6  《地方鉄道及軌道一覧. 昭和15年11月1日現在》（國立國會圖書館數碼化收藏）
2. ↑  「鉄道免許状下付」《官報》1924年11月20日（國立國會圖書館數碼化收藏）
3. ↑  《地方鉄道及軌道一覧 : 昭和10年4月1日現在》，《日本全国諸会社役員録. 第34回(昭和2年)》（國立國會圖書館數碼化收藏）
4. ↑  「地方鉄道運輸開始」《官報》1926年8月21日（國立國會圖書館數碼化收藏）
5. ↑  昭和45年8月27日讀賣新聞山形
6. 1 2  交友社《鐵道迷》1997年5月號 通卷433號 p.136「大井川鐵道新金谷專用線的留置車輛」

## 外部連結
- 山形交通 尾花澤線 （页面存档备份，存于） - 路線跡的散步報告